# Microrégion de Guajará-Mirim
 (janvier 2012).
Si vous disposez d'ouvrages ou d'articles de référence ou si vous connaissez des sites web de qualité traitant du thème abordé ici, merci de compléter l'article en donnant les références utiles à sa vérifiabilité et en les liant à la section « Notes et références ».

Localisation de la microrégion de Guajará-Mirim

La microrégion de Guajará-Mirim est l'une des deux microrégions qui subdivisent la région de Madeira-Guaporé de l'État du Rondônia au Brésil.
Elle comporte 3 municipalités qui regroupaient 71 427 habitants en 2006 pour une superficie totale de 43 325 km².

## Municipalités[1]
- Costa Marques
- Guajará-Mirim
- São Francisco do Guaporé